# Nevillea obtusissimus
Nevillea obtusissimus är en gräsväxtart som först beskrevs av Ernst Gottlieb von Steudel, och fick sitt nu gällande namn av Hans Peter Linder. Nevillea obtusissimus ingår i släktet Nevillea och familjen Restionaceae. Inga underarter finns listade i Catalogue of Life.